# Расовица (Горж)
Расовица (рум. Rasovița) насеље је у Румунији у округу Горж у општини Лелешти. Oпштина се налази на надморској висини од 255 m.

## Становништво
Према подацима из 2002. године у насељу је живело 203 становника, од којих су сви румунске националности.